# Karel Eykman
Karel Eduard Eykman (Rotterdam, 1 maart 1936 – Amsterdam, 30 augustus 2022) was een Nederlandse schrijver van kinderboeken, dichter en liedjesschrijver.

## Loopbaan

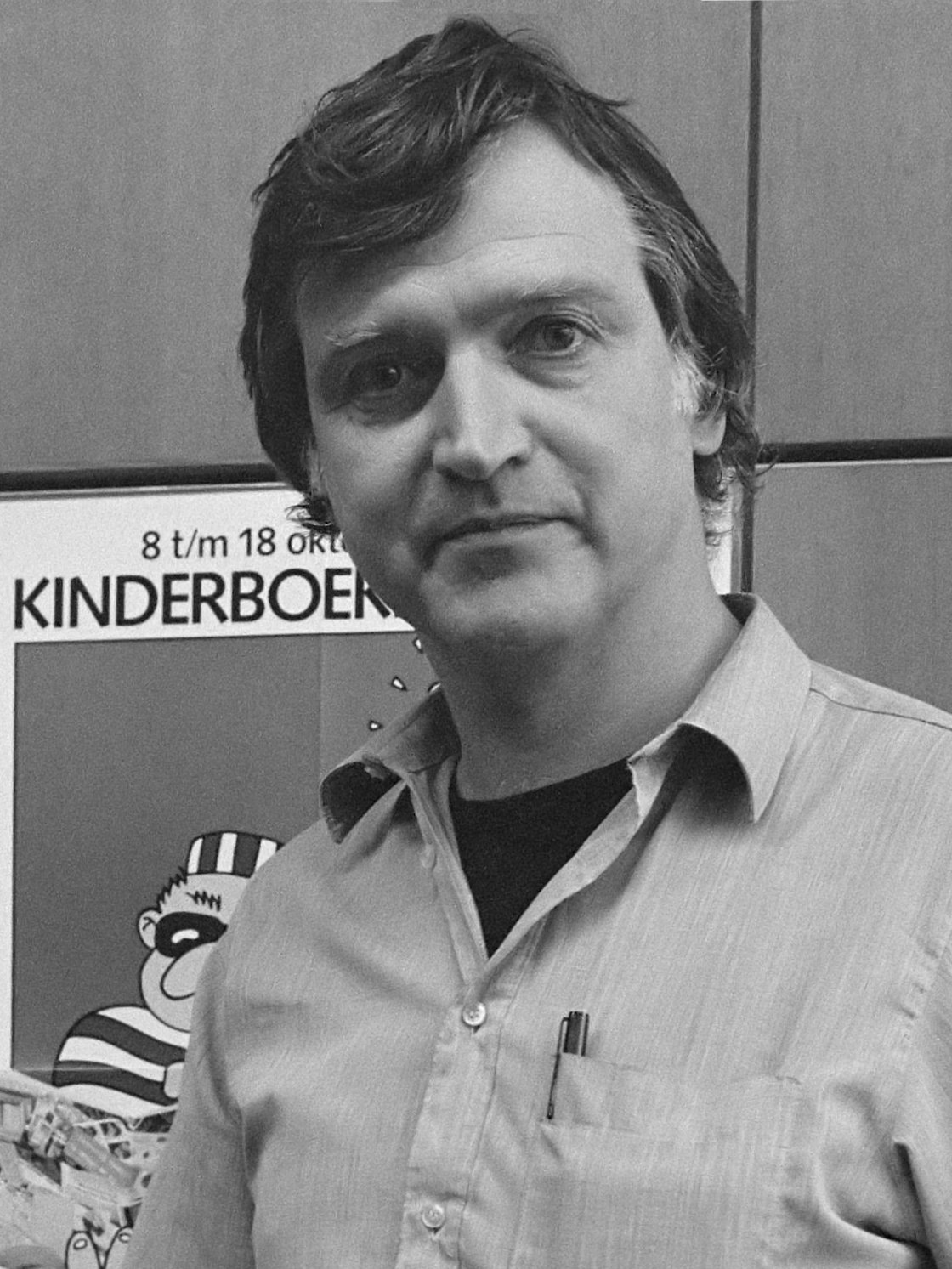
Karel Eykman (1986)

Na zijn gymnasium ging hij van 1956 tot 1962 theologie studeren aan de Universiteit van Utrecht. Hij was daar lid van Secor Dabar, een gezelschap van studenten theologie. Hij trouwde met sociologe Pauline Heynsius.
Eykman werkte vervolgens als jeugdpredikant, eerst in Rotterdam en daarna in Amsterdam. Vanaf 1966 verwierf hij landelijke bekendheid door het tv-programma 'Woord voor Woord' waarin Aart Staartjes bijbelverhalen vertelde die door Eykman in hedendaagse, voor de jeugd aansprekende taal waren herschreven. Als lid van het Schrijverscollectief werkte hij mee aan tv-programma's als De Stratemakeropzeeshow, De film van Ome Willem, Het Klokhuis en Sesamstraat. Van 1977 tot 1987 was hij redacteur van de Blauw Geruite Kiel, de jeugdbijlage van Vrij Nederland, waarin hij dichters lanceerde als Remco Ekkers, Ted van Lieshout en Wiel Kusters.
Eykman wilde met zijn verhalen en gedichten de lezers inzicht geven in wat er rondom hen gebeurt zodat ze weerbaarder worden. Daarom plaatste hij de Bijbelverhalen in een modern kader. Op die manier maakte hij de boodschap, "God kiest voor de uitgestotene", herkenbaarder. In zijn jeugdromans legde hij de nadruk op persoonlijke ervaringen van de hoofdpersonen. Ook daarin koos hij altijd partij voor belaagde jongeren.
Eykman hanteerde een ongekuiste stijl met veel uitdrukkingen uit de jongerentaal. Naam verwierf Eykman ook als dichter en liedjesschrijver. Hij dichtte zowel voor kleuters als voor kinderen en tieners. Net als in zijn verhalen verwoordde hij herkenbare gevoelens in een eenvoudige taal die aansluit bij de spreektaal en wilde hij zijn lezers helpen met hun problemen.
In Amstelveen is een basisschool vernoemd naar Eykman.
Hij overleed op 30 augustus 2022 in Amsterdam, 86 jaar oud.

## Necrologie
- Pjotr van Lenteren, 'Karel Eyckman (1936-2022). Kinderboekenschrijver bleef altijd jeugdpredikant', De Volkskrant, maandag 5 september 2022, p. V2
- Ad van Nieuwpoort, 'Karel Eykman is niet dood', in: In de Waagschaal, tijdschrift voor theologie,cultuur en politiek, jrg. 51, nr. 10, 15 oktober 2022, pp. 4-5